# 夜明けのうた
「夜明けのうた」（よあけのうた）は、1964年に発売された岸洋子のシングル。
翌1965年に本楽曲を基にした同名の日活制作の歌謡映画（浅丘ルリ子主演。主題歌「夜明けのうた」（歌:岸洋子））が公開されている（後述）。

## 解説
岸洋子の代表曲の一つとして知られており、岸は本楽曲で第6回日本レコード大賞の歌唱賞を、作詞者の岩谷時子は作詩賞をそれぞれ受賞した。
岸盤の「夜明けのうた」は1965年5月時点で64万枚を売り上げている。
岸は本楽曲のヒットにより、1964年の「第15回NHK紅白歌合戦」に初出場を果たした。また、1969年の「第20回NHK紅白歌合戦」でも岸によって本楽曲が歌唱されている。
岸はそれまでシャンソンなどのヨーロッパの歌を主に歌っていたが、コンサートのために新たに日本の歌が求められたため、本楽曲が急遽用意された。
翌1965年には、本楽曲を映画化した同名の歌謡映画が浅丘ルリ子の主演により日活から公開され、岸の歌唱によるものが主題歌として使用された。
曲の部分（メロディ）はもともと、いずみが1962年3月19日にNHK総合テレビジョンで放送されたテレビミュージカル『霧淡く』のために作曲した主題曲が発端である。その後、岩谷による歌詞がつけられて1963年に日本テレビ系列で放送された坂本九主演の連続ドラマ『ぼうや』の主題歌として坂本が歌い、翌1964年10月には坂本のシングルとして発売された。また、同年にはダーク・ダックスもシングルとして発売している。
岸洋子と競作になってはいるものの岸盤が特にヒットしたこともあり、一般的には岸洋子のオリジナル楽曲だと思われている。なお、坂本のシングルのタイトルは「夜明けの唄」と表記されている。坂本の「夜明けの唄」は働く少年を勇気づける歌だった。しかし、岸洋子が坂本版において「僕」という歌詞で歌われていた部分を「あたし」と置き換えて歌ったことによって、坂本による勤労少年の歌が格調高いラブソングに変わった。
なお、岸本人の出身地である山形県酒田市にあるJR東日本（東日本旅客鉄道）羽越本線の酒田駅ではかつてこの曲が接近メロディとして使用されていた。

## 収録曲

### 岸洋子盤
1. 夜明けのうた
  - 作詞:岩谷時子、作曲・編曲:いずみたく
2. スウェーデンの城
  - 作詞:あらかはひろし、作曲:レイモン・ル・セネシャル、編曲:若松正司

### 坂本九盤
1. 夜明けの唄
  - 作詞:岩谷時子、作曲・編曲:いずみたく
2. もし好きになったら
  - 作詞:岩谷時子、作曲・編曲:いずみたく

### ダーク・ダックス盤
1. 夜明けのうた
  - 作詞:岩谷時子、作曲・編曲:いずみたく
2. しずけさ
  - 作詞:ダーク・ダックス、ロシア民謡、編曲:熊坂明

## カバー
夜明けのうた
- 石原裕次郎 - 『愛唱歌・ベスト40』収録
- 川田正子 - 『心の歌をいつまでも - 川田正子 55周年記念コンサート』収録
- 小林旭 - 『GOLDEN☆BEST 小林旭 ヒット全曲集』収録
- 小林幸子 - 『時間(とき)をかさねて・・・小林幸子30周年記念リサイタル』収録
- 佐良直美 - 『GOLDEN☆BEST 佐良直美』収録
- 芹洋子 - 『芹洋子ベストセレクション2007』収録
- 東京事変 - 2011年4月12日にYouTubeにて公式配信された[8][9]。
- 本田美奈子. - 『ラスト・コンサート』収録
- 和田アキ子feat.一青窈 - 『わだ家』収録
- 大月みやこ - 『ラヴソング・フォー・ユー ~麗しの歌謡曲を歌う~』収録
- 新垣勉 - 『平和の歌』収録
- 佐々木秀実 - 『美しき日本のメロディ』収録
- 鮫島有美子 - 『夜明けの歌~私の青春の歌』収録
- 由紀さおり - 『明日の農業・歌謡曲でおはよう』（TBSと毎日放送で早朝に放送されていたラジオ番組）のテーマソングに使用
- 遊佐未森 - 『I'm here with you』収録
- Dionne Warwick -  "I Sing At Dawn"『Friends Can Be Lovers』収録
- sugar me - カバーミニアルバム『6 femmes』収録。初の日本語歌詞によるカバー
- 美川憲一 - テレビ東京「にっぽんの歌」や「BS日本のうた」、自身のシャンソンコンサートでも歌唱している。

。
- フランク永井 - 『魅惑の低音で聴く極上カバー集2』収録

## 映画
映画は1965年5月26日に日活系で公開。モノクロ、日活スコープ、97分。2010年にはDVDが発売された。

### スタッフ
- 企画 - 園田郁毅
- 脚本 - 山田信夫
- 監督 - 蔵原惟繕
- 撮影 - 間宮義雄
- 音楽 - いずみたく
- 美術 - 松山崇
- 照明 - 森年男
- 録音 - 福島信雄
- スチル - 目黒裕司
- 編集 - 鈴木晄

### 出演者
- 緑川典子 - 浅丘ルリ子
- 利夫 - 浜田光夫
- 千加子 - 松原智恵子
- 野上 - 岡田真澄
- 真木 - 小松方正
- 青年医師 - 小高雄二
- 藤木 - 藤木孝
- 神山 - 戸浦六宏
- 八木 - 雪丘恵介
- 中原 - 江角英明
- 房江 - 加藤洋美
- 富夫 - 杉山元
- 外車セールスマン - 野村隆
- 印刷屋の小僧 - 亀山靖博
- ドライブインのバーテン - 糸賀靖雄
- ドライブインのマスター - 玉井謙介
- マンションの奥さん - 横田陽子
- 救急病院の院長 - 英原穣二
- ハイティーンの人気歌手 - 浜川智子
- 芸能記者 - 東郷秀美、林晴生
- ナイトクラブの司会者 - 藤村有弘
- 岸洋子 - 岸洋子

### 同時上映
『日本列島』
- 原作 - 吉原公一郎 / 脚本・監督 - 熊井啓 / 主演 - 宇野重吉